# Gambia Swimming Association
Die Gambia Swimming Association (GSA, bis Juli 2013 Gambia Swimming and Aquatic Sports Association (GSASA)) ist der für den Schwimmsport zuständige Verband in Gambia.
Der Verband ist Mitglied im Weltdachverband Fédération Internationale de Natation (FINA), dem Kontinentalverband Confédération Africaine de Natation (CANA), der International Surfing Association (ISA, Mitglied seit 2014) sowie außerdem im Gambischen Nationalen Olympischen Komitee (GNOC) und dem Gambia National Sports Council.
Der Sitz der Organisation ist in Serekunda.

## Geschichte
Der Verband wurde am 19. Februar 2011 auf Initiative von Yahya Al Matarr Jobe, Yorro Njie und Cherno Krubally gegründet, nachdem es ab 2008 gemeinsame Aktivitäten für den Schwimmsport gegeben hatte.
Im Juli 2013 wurde der Verband unter dem Einfluss des Gambischen Nationalen Olympischen Komitees (GNOC) in Gambia Swimming Association umbenannt.

## Aktivitäten
Außer regelmäßigen Schulungen der Mitglieder veranstaltet der Verband jährlich nationale Meisterschaften. 2018 fand die erste Austragung der Schwimmmeisterschaften statt.
Darüber hinaus werden mehrere regionale sowie eine nationale Meisterschaft im Freiwasserschwimmen organisiert, die medial besonders präsent ist:
- 8. Mai 2011: Wettbewerb über 500 Meter, 13 Teilnehmende (Palma Rima Beach Hotel, Kololi).[8]
- 2012?
- 28. Dezember 2013: (3. Wettbewerb), 1,5 km (Ocean Bay Beach Hotel, Cape Point).[9]
- 28. Dezember 2014: wegen schlechten Wetters abgesagt (Ocean Bay Beach Hotel, Cape Point).[10]
- 12. September 2015[11]
- 2016 und 2017?
- 24. November 2018[12]

## Vorstände
Präsidentinnen und Präsidenten:
- Yahya Al Matarr Jobe (Februar 2011 bis November 2013)[13]
- Pa Alieu Jallow (November 2013 bis April 2015)[14]
- Khadija Njie Sanusi (April 2015 bis Februar 2017)[15][16]
- Bintou Huma (seit April 2018)[17]

Generalsekretäre:
- Yorro Njie (auch Yoro Njie, ab Februar 2011 bis mindestens 2017)[18][19]

## Bekannte Sportler
- Pap Jonga (* 1997), erster gambischer Schwimmer, der bei Olympischen Spielen (2016) startete.
- Folarin Ogunsola (* 1997), er trat bei den Schwimmweltmeisterschaften 2011 und 2013 an